# Feller
Feller je priimek več znanih oseb:
- Manuel Feller (*1992), avstrijski smučar
- Marijan Feller (1903—1974), hrvaški pianist in pedagog
- Miroslav Feller (1901—1961), hrvaški književnik, umetnostni teoretik in kritik
- Sébastien Feller (*1991), francoski šahovski velemojster
- William Feller (1906—1970), hrvaško-ameriški matematik
- Wolf Feller (1930—2014), nemški novinar